# Nemzetközi Roma Szövetség
A Nemzetközi Roma Unió = International Romani Union, rövidítve IRU 1978-ban alakult nemzetközi cigány szervezet. Cigány nyelvű elnevezései: Maškarthemesko Romano Yekhetaniben, Maškarthemesko Romani Union, Internacionalno Romano Yekhetaniben
Bár a cigányok már az 1930-as években tettek kísérletet egy páneurópai szervezet létrehozására, ezeket nem sok siker koronázta e szervezet megalapításáig. Az IRU megjelenése mérföldkő volt a cigány nemzettudat fejlődésében. Elődje a Nemzetközi Cigány Bizottság volt, melyet a II. Roma Világkongresszuson szerveztek át a jelenlegi formájában létező Nemzetközi Roma Szövetségé, és a kongresszust, mint a nemzetközi cigányság legmagasabb szintű szuverén testületét hivatott képviselni a különböző nemzetközi szervezetekben.
Jelenleg mintegy 28 ország több mint 70 cigány szervezete tagja hivatalosan az IRU-nak.
Működésnek eredményei:
- 1979-ben az ENSZ Szociális és gazdasági Kérdések Tanácsa megfigyelői státuszt biztosított a cigányok számára.
- képviselethez jutottak az ENSZ számos szervezetében:UNICEF-ben, UNESCO-ban, az EBESZ-ben
- mint érdekvédelmi csoport részt vesz a velük kapcsolatos nemzetközi konferenciákon és szemináriumokon.
- kárpótlást harcolt ki a cigány holokauszt (a porajmos) áldozatainak
- cigány egyetem felállításának javaslata Párizsban

A szervezet belső viták miatt az 1990-es években hanyatlani kezdett, ekkor cigány aktivisták 1993-ban létrehozták az Amerikai Egyesült Államokban a Nemzetközi Roma Föderációt (IRF), amelyet az ENSZ is bejegyzett. 1992-ben 10 ország 22 cigány szervezetének vezetői létrehozták Budapesten az Európai Roma Parlamentet (EUROM).

## Cigány tematikájú összefoglaló szócikkek
- Cigány népcsoportok
- Cigány nyelv
- Cigányok
- Cigány nemzeti jelképek
- Cigány ünnepek